# 拔示巴
拔示巴（希伯来语：בת שבע）天主教譯為巴特舍巴，是希伯来圣经中的人物，曾经先后是烏利亞和大卫王的妻子，也是所罗门的母亲。

## 基督教圣经资料

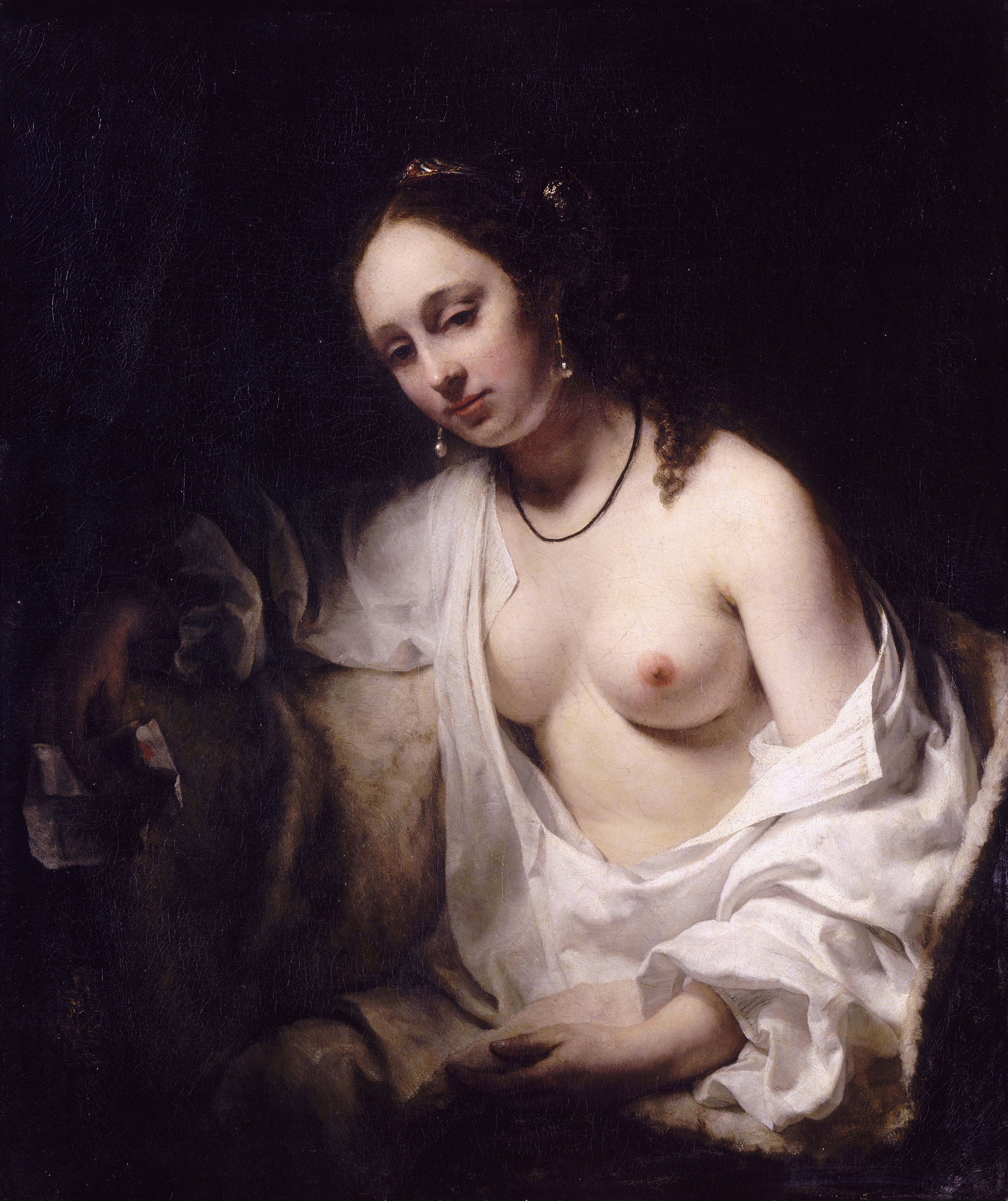
拔示巴收到大卫的来信，威廉·德罗斯特繪，1654年

拔示巴是以连的女儿（撒母耳记下11章3节）；但是根据历代志上3章5节，她的父亲名叫亚米利。她先成为赫梯人烏利亞的妻子，后来又嫁给了大卫王，并与后者生下了儿子所罗门。一些学者断定，她的父亲以连就是撒母耳记下23章34节提到的30勇士中基罗人亚希多弗的儿子以连。“拔示巴”这个名字在希伯来语中的真实意义不清楚。在历代志上3章5节，这个名字的第二部分拼作“书亚”。
大卫诱惑拔示巴的故事，记载在撒母耳记下11章以及下列各章，在历代志中省略了该段。一天，大卫王在王宫的平顶上游行，看见赫梯人乌利亚的妻子拔示巴正在沐浴。大卫立刻渴望得到她，并与她通奸，使她怀孕。 
大卫为了掩盖自己的罪行，将正在前方作战的乌利亚从军中召集回来，希望乌利亚与拔示巴同房，如此他就可以不被发现是这孩子的父亲。但是，乌利亚不愿意违反古代以色列关于现役军人的规定，没有回家住宿，而是留在王宫军队中。 
在让乌利亚与拔示巴同房的再三努力归于失败之后，大卫王写信给他的将军约押，信中命令约押派遣乌利亚作战，然后在激烈的战斗中将他抛弃，使他死在敌人手中。大卫於是派遣不知情的乌利亚本人带去了这封葬送他性命的信件。乌利亚阵亡后，大卫将孀居的拔示巴娶为妻室。
根据撒母耳记的记载，大卫的举动使耶和华感到不悦，差遣先知拿单来责备大卫王。 
先知拿单向大卫讲了一个富人取走贫穷邻居所珍爱的唯一的羊羔的比喻（撒母耳记下12章1-6节），激起大卫对那人邪恶行径的恼怒，这时先知拿单指出，这个比喻正可以应用于大卫本人与拔示巴的行为。 
大卫立刻为自己的罪忏悔，表达了真挚的悔改。拔示巴与大卫的孩子罹患严重的疾病，出生后数日就夭折。大卫王在婴孩生病期间一直禁食，为婴孩迫切祈祷。当婴孩夭折时，大卫则将此作为惩罚，接受了现实。  
此外，先知拿单的预言还说到，由于这次谋杀，大卫的家族将被混乱所折磨。後來，大卫的長子暗嫩強姦同父異母的妹妹他瑪，大卫沒有懲罰暗嫩。數年后，大卫的爱子之一押沙龙（與他瑪同母的兄長）趁暗嫩酒醉殺了他，投奔外祖父，发动了叛乱，使王国陷于内战。此外，为了证明新国王的权利，押沙龙在众人面前公开与他父亲的十位妃嫔性交。後來押沙龙在以法蓮樹林中全軍覆沒，被堂哥約押殺死。 大卫哀痛不已。
在大卫年老时，拔示巴保护了她儿子所罗门的王位继承权，取代大卫幸存的长子亚多尼雅。所罗门登基后，拔示巴被尊为太后。被所罗门宽恕的亚多尼雅通过拔示巴请求娶大卫未及临幸的遗孀亚比煞，但所罗门认为这个请求无异于觊觎王位，所以抓住并处死了亚多尼雅。

## 希伯来文献
拔示巴是大卫著名的谋士亚希多弗的孙女。

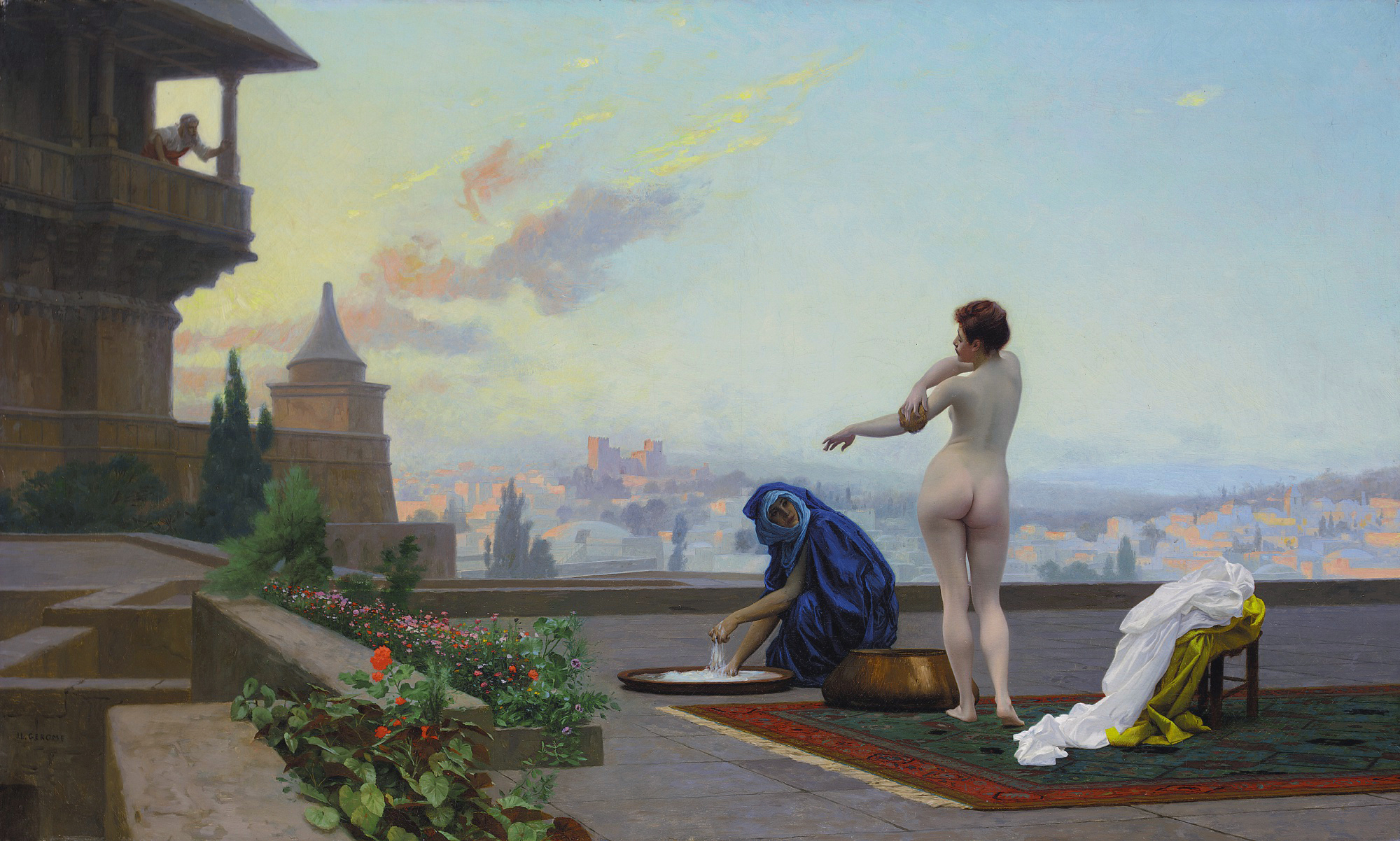
《拔示巴》，讓-里奧·傑洛姆繪，1889年

根據《米德拉什》的描述，是撒旦的介入，製造了日後大卫与拔示巴罪孽深重的关系：某日拔示巴在家中頂樓沐浴，或許藉屏風隱私。不料，撒旦伪装成一只飛鸟而至，大卫向它射击，击中了屏风，致使屏风毀損而在無意間瞥見了拔示巴优美的胴體（Sanhedrin 107a）。

## 基督教
在马太福音1章6节，拔示巴和大卫被列在耶稣的先祖之中。